# Верхняя Куэнга
Верхняя Куэнга — село в Сретенском районе Забайкальского края России. Административный центр сельского поселения «Верхне-Куэнгинское»

## География
Расположено на левом берегу реки Куэнга, в 54 км по автодороге 76А-008 к юго-западу от Сретенска. В 2,8 км к юго-западу находится село с парным названием Нижняя Куэнга. Ближайшая крупная железнодорожная станция Куэнга — в 10 км по автодороге, и в 5,5 км по прямой к юго-юго-западу от села.

## История
Поселение возникло в XVIII веке, когда крестьяне, приписанные к Нерчинским заводам, основали на берегу реки Куэнги, между двумя сопками, «куэнгинскую застепь» – село Пашино. По другой версии "Пашино" не имеет отношения к Верхней Куэнге. Историческое Пашино располагается в районе современного посёлка Чернышевска Забайкальского края в окрестностях исторической территории разъезда Пашенный.  
В 1851 году население зачислено в пешую часть Забайкальского казачьего войска. Вскоре село стало считаться Куэнгинской казачьей станицей и именоваться Куэнга, впоследствии — Верхняя Куэнга. 
Куенгская казачья станица входила в 3 отдел Забайкальского казачьего войска.
В 1874 году открыто 1-классное казачье училище, в 1899 году преобразованное в 2-классное. Действовало почтово-телеграфное отделение со сберегательной кассой. В 1897 году насчитывалось 167 дворов. Имелись аптека, церковь Святого Ильи Пророка. По данным 1902 года в селе было 172 дома с населением 1 202 человека. Переписью 1923 года зафиксировано 239 домов с населением 1 374 человека (675 мужчин и 699 женщин, из которых грамотных – 345 мужчин и 120 женщин); батраков – 31 человек. На золотых приисках работали пять человек. Жители имели:  лошадей – 1 015 голов, КРС – 1 363, овец – 834, коз – 247, свиней – 438. Сеяли рожь (137 десятин). Имелось 924 десятины сенокосов, 11 ульев пчёл в 4 хозяйствах. Инвентарь: 8 сох, 122 плуга, 493 бороны, 2 сеялки, 42 жнейки. В 1930-х годах организован колхоз «Белореченец», в 1958 году – центральная усадьба колхоза «Забайкалец» (председатель Серафим Васильевич Воскресенский). http://encycl.chita.ru/encycl/person/?id=8954%20%C2%A9%20%D0%AD%D0%BD%D1%86%D0%B8%D0%BA%D0%BB%D0%BE%D0%BF%D0%B5%D0%B4%D0%B8%D1%8F%20%D0%97%D0%B0%D0%B1%D0%B0%D0%B9%D0%BA%D0%B0%D0%BB%D1%8C%D1%8F

## Население
| 1989 | 2002 | 2010 | 2021 |
| ---- | ---- | ---- | ---- |
| 758  | ↘651 | ↘458 | ↘390 |